# Katiku Loku
Katiku Loku is een bestuurslaag in het regentschap West-Soemba van de provincie Oost-Nusa Tenggara, Indonesië. Katiku Loku telt 1671 inwoners (volkstelling 2010).